# (42) Isis
(42) Isis es un asteroide que forma parte del cinturón de asteroides y fue descubierto por Norman Robert Pogson desde el observatorio Radcliffe de Oxford, Reino Unido, el 23 de mayo de 1856. Está nombrado por Isis, una diosa de la mitología egipcia.

## Características orbitales
Isis está situado a una distancia media de 2,444 ua del Sol, pudiendo alejarse hasta 2,986 ua y acercarse hasta 1,902 ua. Tiene una inclinación orbital de 8,521° y una excentricidad de 0,2219. Emplea en completar una órbita alrededor del Sol 1396 días.